# Алмазово (Щёлковский район)
Алмазово — деревня в Щёлковском районе Московской области России, входит в состав сельского поселения Медвежье-Озёрское. Известна с 1574 года.

## География
Деревня находится на северо-востоке Московской области относящейся к Восточно-Европейской равнине на высоте 155 м над уровнем моря. В 4 км от деревни расположены Медвежьи озёра.
Деревня находится в зоне умеренно континентального климата с относительно холодной зимой и умеренно тёплым, а иногда и жарким, летом.
Ближайший населённый пункт — деревня Большие Жеребцы.

## История
Исторические корни селения уходят в глубину веков, когда оно было частью Кошелева стана Московского уезда и именовалось пустошью Ошитково. Впервые упоминается в писцовых книгах 1573—1574 гг., хранящихся в архивах РГАДА: «За Бурнаном да за Немиром за Ортемевыми, да за Ондреем за Злобиным, да за Постником за Костиным дано им в придачу … пустошь Ошитково…да из порожних земель Ондреевское поместье Кляпикова пустошь Кишкино». 
В 1639 г. царь Михаил Фёдорович передал пустошь помещикам Елизаровым.
В 1647 году вдова Никиты Елизарова отдала имение своему зятю С. Е. Алмазову, который поставил на пустоши двор с деловыми людьми, отчего Ошитково стало сельцом. В XVII веке оно входило в Кошелев стан Замосковной половины Московской губернии. 
В 1707 году в сельце Ошитково построена деревянная церковь во имя преподобного Сергия Радонежского, после чего оно стало селом и получило дополнительное имя Сергиевское.
В 1726 году Иван Семенович Алмазов возвел вместо деревянной каменную Сергиевскую церковь.
В 1753 году Алмазово купил горнозаводчик Никита Акинфиевич Демидов, устроив здесь усадьбу.
По реформе 1781 г. деревня входит в Богородский уезд Московской губернии. 
В 1818 году построена каменная церковь Казанской Божией Матери с двумя приделами: св. Николая и преп. Сергия.
В середине XIX века село Алмазово относилось ко 2-му стану Богородского уезда Московской губернии и принадлежала Человеколюбивому обществу. Показаны церковь, богадельня и шелковая фабрика купца Курина.
В «Списке населённых мест» 1862 года Алмазово (Сергиевское) — село Человеколюбивого общества 2-го стана Богородского уезда Московской губернии по левую сторону Мало-Черноголовского тракта (проходящего между Владимирским шоссе и Стромынским трактом), в 24 верстах от уездного города и 9 верстах от становой квартиры, при пруде, с 1 двором (по всей видимости, это богадельня), 123 жителями (40 мужчин, 83 женщины) и церковью.
В 1865 году входит в состав Осеевской волости Богородского уезда.
По данным на 1869 год — село Осеевской волости 3-го стана Богородского уезда с 9 дворами, 4 каменными и 11 деревянными домами, церковью и богадельней и 48 жителями (21 мужчина, 27 женщин), грамотны почти все (кроме 3 женщин). Действовала школа (2 учителя, 35 учеников и 7 учениц). Имелось 4 лошади, 11 единиц рогатого скота и 4 единицы мелкого, а также 21 десятина земли (не пахотной).
В 1913 году в селе Алмазово — 3 двора, школа и богадельня Императорского человеколюбивого общества.
В 1919 году в составе новой Щёлковской волости, переведенной в 1921 году в Московский уезд. 
По материалам Всесоюзной переписи населения 1926 года — хутора Жеребцовского сельсовета Щёлковской волости Московского уезда, проживало 38 жителей (16 мужчин, 22 женщины), насчитывалось 9 хозяйств (из них 7 крестьянских).
С 1929 года деревня — в составе Щёлковского района Московской области.
Сейчас в здании усадьбы Демидовых размещается Алмазовская школа-интернат для детей сирот и детей с умственной отсталостью, оставшихся без попечения родителей.
В 1994–2006 годах деревня входила в состав Медвежье-Озёрского сельского округа.

## Население
| 1859 | 1869 | 1926 | 2002 | 2006 | 2010 |
| ---- | ---- | ---- | ---- | ---- | ---- |
| 123  | ↘48  | ↘38  | ↗66  | ↘32  | ↗89  |

## Транспорт и связь
До деревни из Москвы можно проехать по Щёлковскому шоссе А103, с поворотом (на 12 км) на Медвежьи Озёра (деревня), по дороге на д. Большие Жеребцы через 2,5 км направо.
В деревне доступна сотовая связь (2G и 3G), обеспечиваемая операторами «Билайн», «МегаФон» и «МТС».

## Русская православная церковь
Церковь Сергия Радонежского. Кирпичный храм с колокольней. Сооружен в 1814-1819 годах вместо старого каменного здания 1726 года. Закрыт в 1941 году, заброшен. Возвращён верующим в 1992 году.

## Достопримечательности

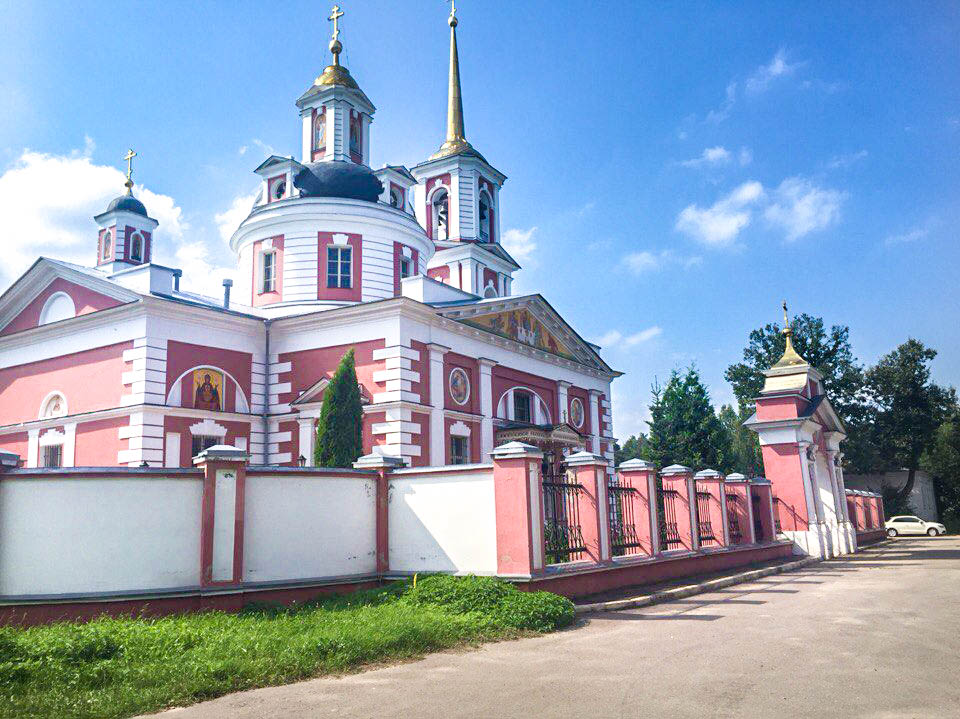
Усадьба «Алмазово»

Главной достопримечательностью деревни является дворянская усадьба и храм, перестроенный в память войны 1812 г.
Основной архитектурный комплекс усадьбы полностью сформировался в 1760—1770-х гг. После смерти Н. А. Демидова усадьба перешла его единственному сыну Николаю Никитичу (1773—1828). После мародерства солдат наполеоновской армии к ремонтным работам в усадьбе привлекался швейцарский архитектор Доменико Жилярди и его ученики. Известен также случай о том, как Николай Никитич выкупил у казаков похищенный французами золотой крест Алмазовской церкви. В комплекс усадьбы в наши дни входят главный дом, два флигеля и Церковь преподобного Сергия Радонежского (действующая).
В одном километре от деревни находится особо охраняемая природная территория заказник Болото Сетка.

## Галерея

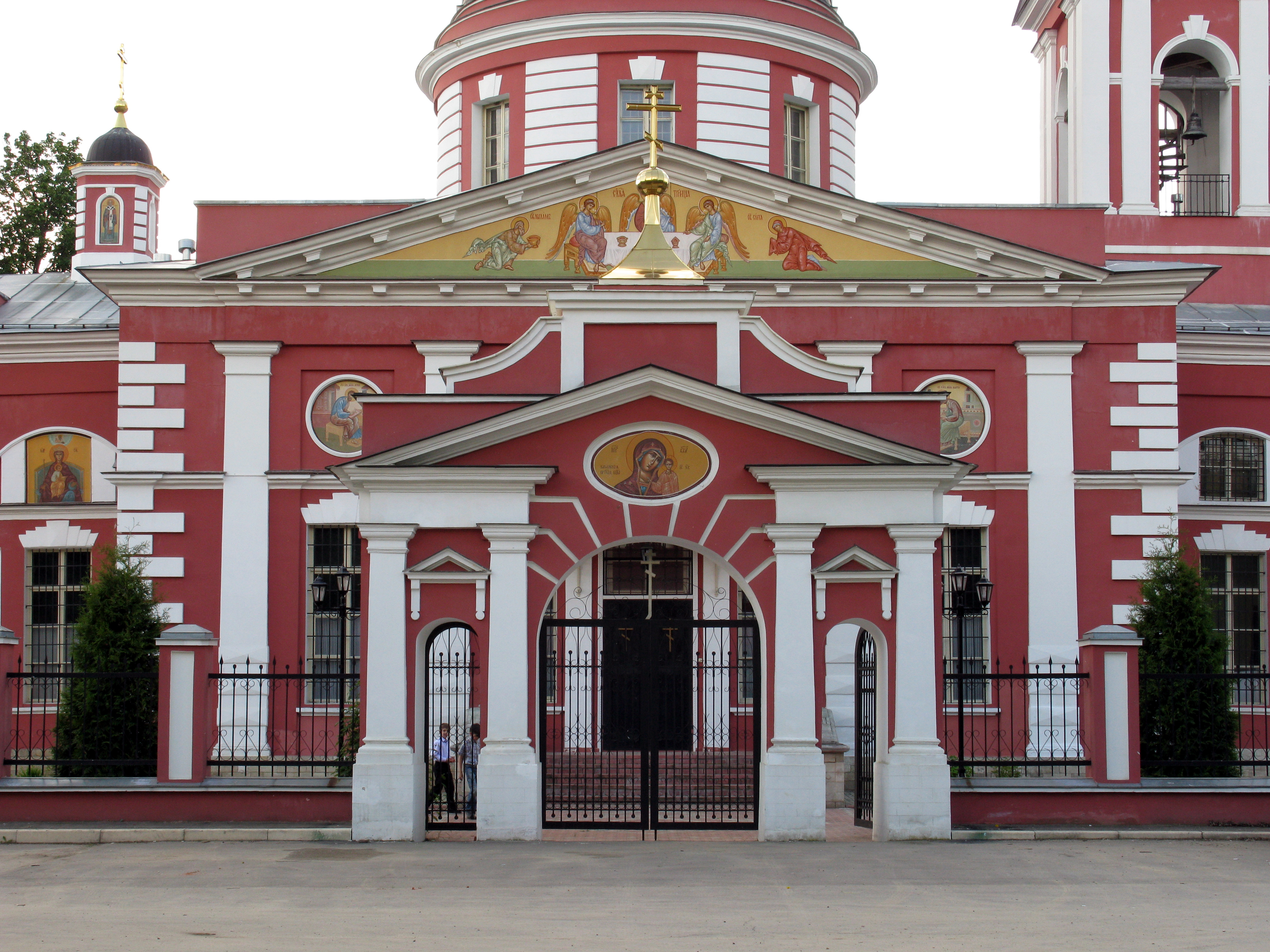
Церковь преподобного Сергия Радонежского. Главный вход.
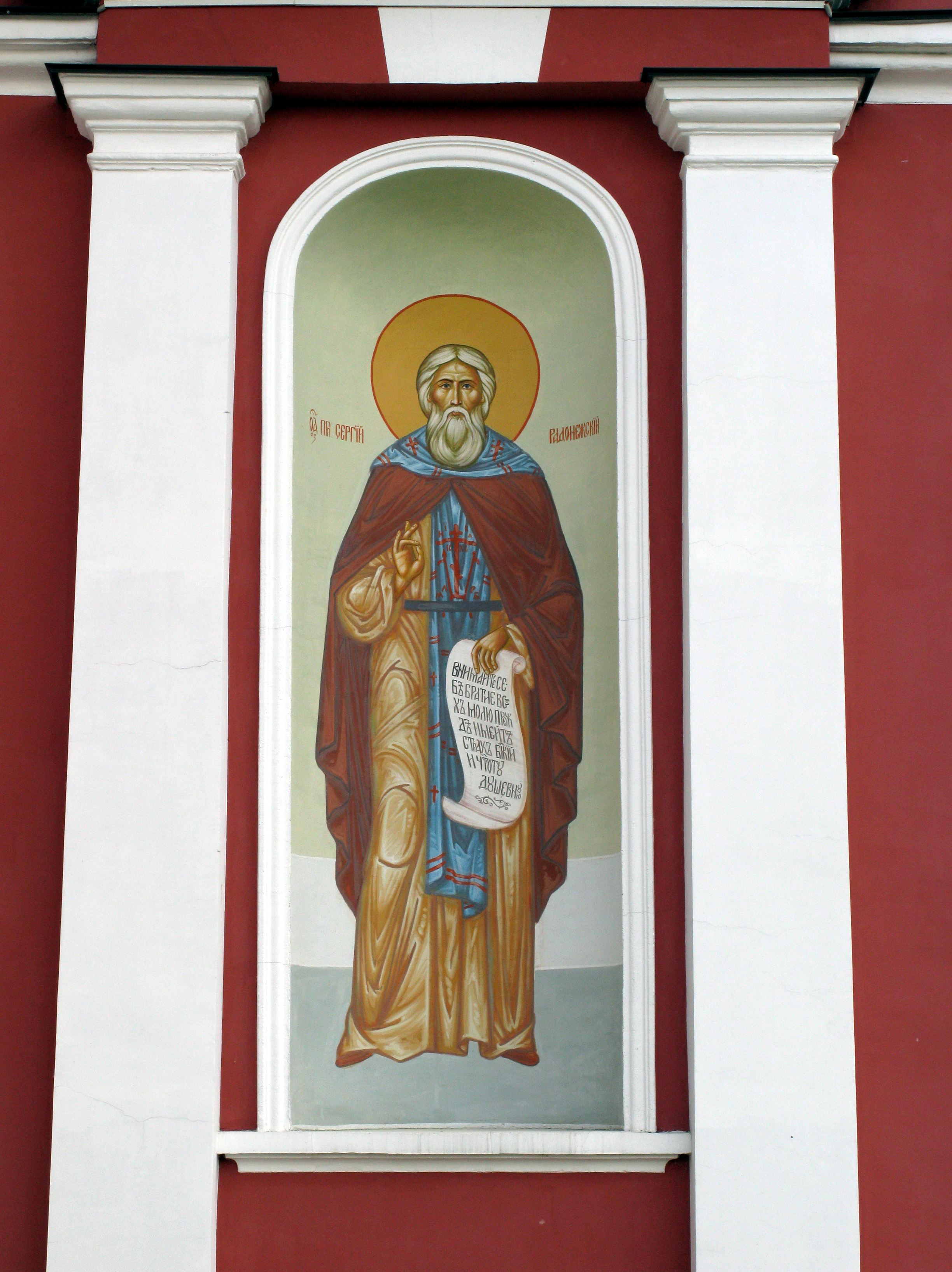
Икона преподобного Сергия Радонежского на главном фасаде.
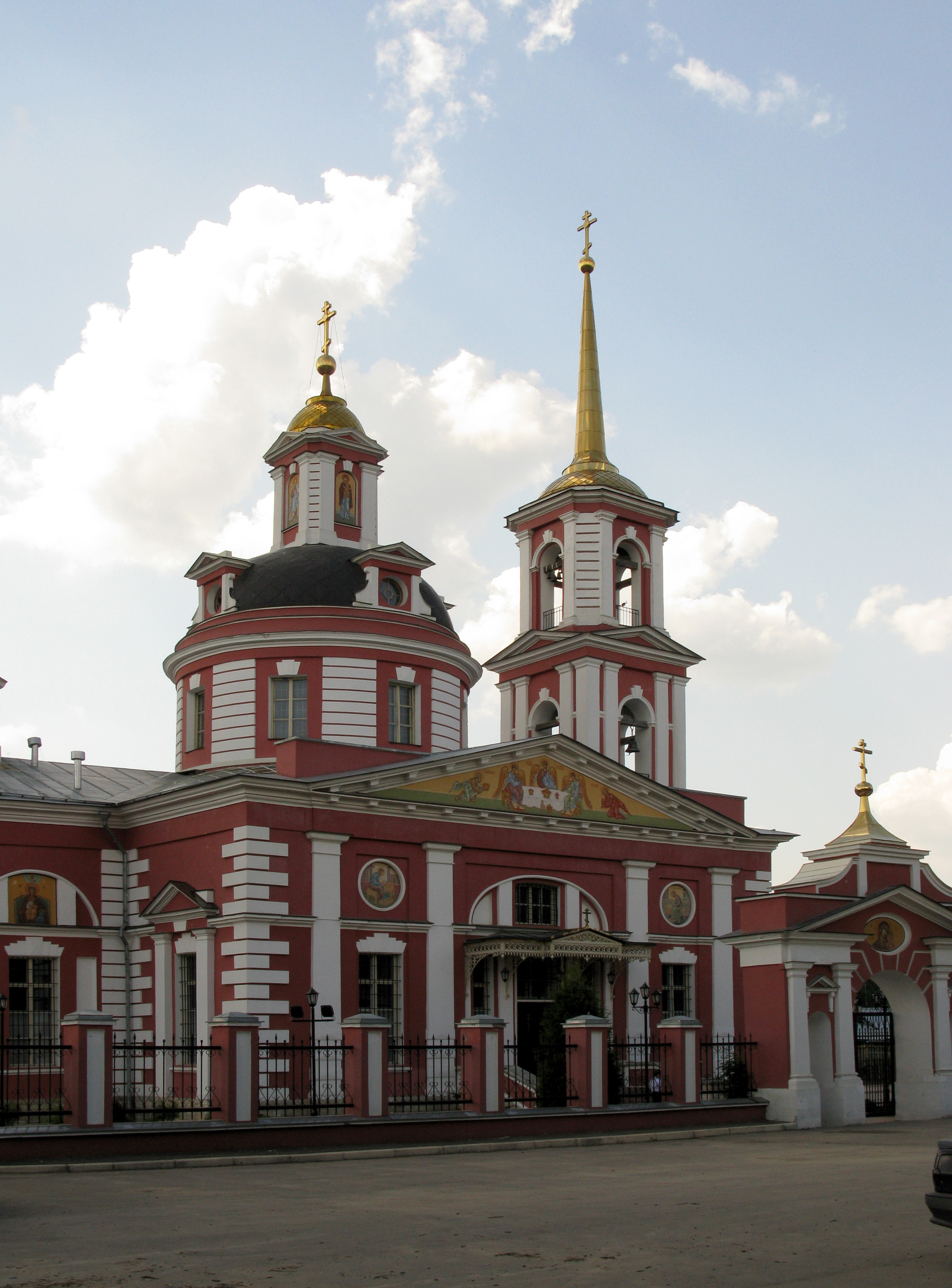
Церковь преподобного Сергия Радонежского. Колокольня (на заднем плане).
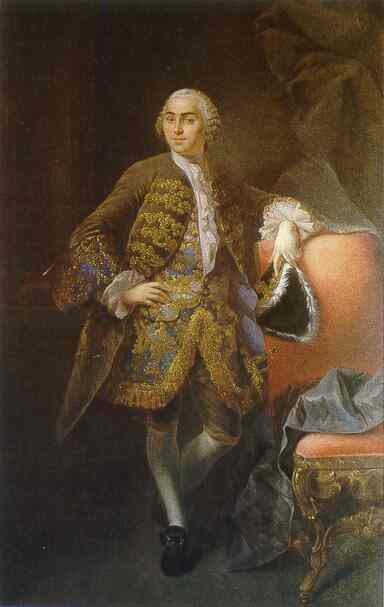
Никита Акинфиевич Демидов (1758).
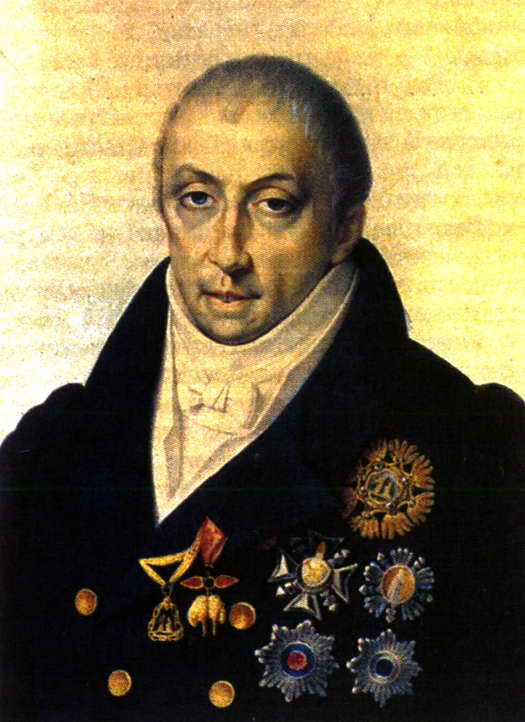
Николай Никитич Демидов (1820).